# Dan Barna
Dan Barna (Nagyszeben, 1975. július 10. –) román politikus, a Mentsétek meg Romániát Szövetség (USR) tagja. 2020. december 23.-tól, 2021. szeptember 7.-ig volt Románia  miniszterelnök-helyettese a Cîțu-kormányban.

## Pályafutása
1. ↑  Members of the European Parliament. Az Európai Parlament képviselői